# ماستين غريغوري
ماستين غريغوري (بالإنجليزية: Masten Gregory)‏ مواليد 29 فبراير 1932 في ميزوري، الولايات المتحدة، كان سائق فورملا 1 أمريكي سابق بدأ مسيرته الاحترافية سنة 1957. كان أول سباق له هو جائزة موناكو الكبرى 1957. خاض خلال مسيرته 46 سباقاً.

## سباقات شارك فيها
- لو مان 24 ساعة
- بطولة العالم للسيارات الرياضية